# Balçıkhisar (Şuhut)
Balçıkhisar è un villaggio (in turco köy) della Turchia occidentale, facente parte del comune di Şuhut nell'omonimo distretto, nella provincia di Afyonkarahisar. Dista 13 km da Şuhut e 41 km da Afyonkarahisar.Balçıkhisar ottenne nel 1957 lo status di comune cittadino, in turco belde belediyesi. Nel 2014, in seguito alla riorganizzazione delle suddivisione  amministrativa e avendo una popolazione inferiore a 2 000 abitanti, è tornato a essere qualificato come villaggio.

## Fonti
(TR) Villaggi del comune di Şuhut, su suhut.bel.tr. URL consultato l'8 aprile 2020 (archiviato dall'url originale il 13 aprile 2020).